# Stabergs ö

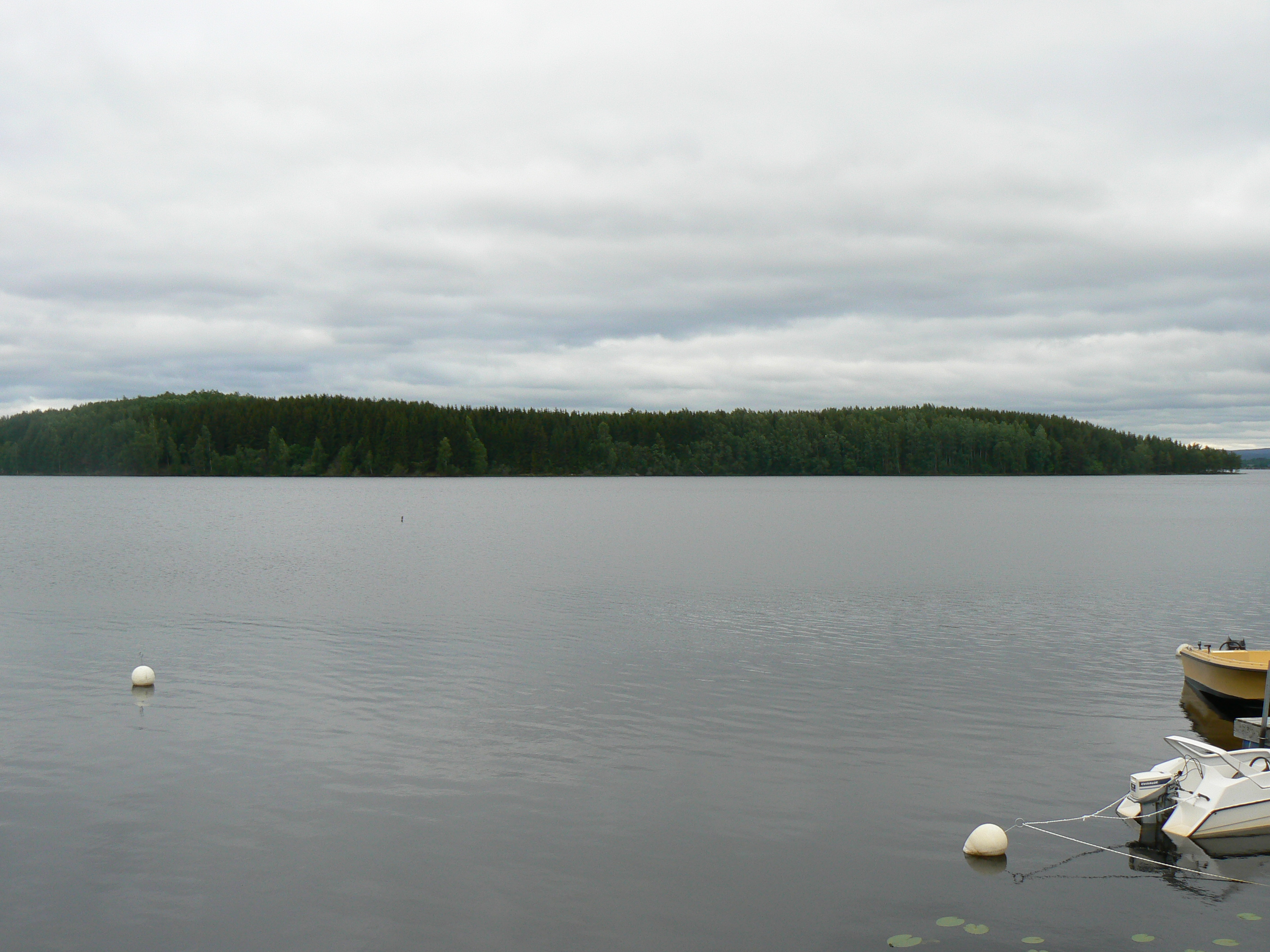
Stabergs ö från Uddnäs

Stabergs ö är en ö i sjön Runn, Falu kommun. Namnet till trots ligger ön snarare utanför Uddnäs än utanför Staberg, medan det utanför Staberg ligger en ö med namnet Uddnäs ö. Den skogbevuxna ön har en del fritidsbebyggelse.